# Mohamed El-Nady
Mohamed Mamdouh Abdelhamid El-Nady (en arabe : محمد ممدوح عبد الحميد النادي), né le 14 mars 1985, est un nageur égyptien. 

## Carrière
Mohamed El-Nady remporte aux Jeux africains de 2003 à Abuja la médaille d'or du 4 × 100 mètres quatre nages et la médaille de bronze du 4 × 100 mètres nage libre et du 4 × 200 mètres nage libre.
Il est médaillé de bronze du 4 x 100 mètres nage libre aux Championnats d'Afrique de natation 2006 à Dakar. 
Il est médaillé de bronze du 4 x 100 mètres nage libre aux Jeux africains de 2007 à Alger.
Il participe ensuite aux Jeux olympiques de 2008 à Pékin, où il est éliminé en séries du 50 mètres nage libre.